# Nézsa
Nézsa (szlovákul: Niža, Nežovce) község Nógrád vármegyében, a Rétsági járásban.

## Fekvése
Az Északi-középhegységben, a Cserhát nyugati vonulatai között fekszik, közelebbről a Nézsa-Csővári-dombságban helyezkedik el.
Budapesttől mintegy 50 kilométer választja el, Nógrád vármegye délnyugati határán terül el, közvetlenül szomszédos Pest vármegyével.
Átlagos tengerszint feletti magassága 235-270 méter.
A közvetlenül határos települések: észak felől Legénd, kelet felől Nógrádsáp, dél felől Csővár, délnyugat felől Penc, nyugat felől Keszeg, északnyugat felől pedig Alsópetény.

### Megközelítése
Csak közúton érhető el, Alsópetény vagy Nógrádsáp érintésével a 2115-ös úton, az úgyszólván zsáktelepülésnek tekinthető Legénd felől pedig a 21 153-as számú mellékúton. Határszélét délnyugaton érinti még a 2107-es út is, azon érhető el Vác felől (Pencig a 2106-os úton, majd ott északnak letérve).

## Története
A község története a honfoglalásig nyúlik vissza. Korabinszky szerint Nisza (Nysa) vagy Nesza, túlnyomóan katolikusokkal lakott, termékeny határral bíró Nógrád vármegyei település.
Nézsával kapcsolatos eddig ismert legkorábbi írásos oklevelekből kiderül, hogy a 14-15. század környékén a Nézsai (de Nysa) család birtokolja. Mátyás király Nézsai László hűtlen magatartása miatt elkobozza birtokait, és először 1467-ben Rozgonyi János tárnokmesternek és Rajnald székelyispánnak, majd később 1474-ben Parlaghy Györgynek adományozza.
17. század elején Bosnyák Tamás füleki főkapitány és királyi főasztalnok a birtokosa, majd halála után (1631) özvegye született Zádory Kata birtokában találjuk. 1635-ben fia Bosnyák István esztergomi kanonok tulajdona lesz. A 17. század végére település teljesen elnéptelenedik. Az első adat az újra lakott faluról 1700-ból származik. 1702. május 11-én Losoncon kiadott kiváltságlevél alapján a helység régtől lakott kuriális hely.
A 18. században több család birtokolja, így a Motesitzky, a Bossányi, a Sándor és a Klobusitzky családok. 1794-ben Nézsa 7/12-ed része gróf Klobusitzky Józseftől Herceg Albertté lett, akitől 1802-ben vette meg Szentiványi Ferenc. 1807-től teljes egészében a Szentiványiaké. Kegyura Szentiványi Ferenc fia Bonaventúra, császári és királyi kamarás, majd 1811-ben bekövetkezett halála után özvegye Szirmai Apollónia birtokolja. A későbbiekben Edelspacher Mátyás és felesége Blaskovich Anna illetve Szentiványi Ferenc a tulajdonosai. A 19. század végén a Blaskovich család birtoka. 1908-ban Blaskovich Elemértől Reviczky József vásárolja meg, és nászajándékba fiának Reviczky Tibornak ajándékozza. 1924-ben Reviczky Tibor halála után testvérei: Reviczky József és báró Durneissné Reviczky Melánia vették át a kegyúri jogokat 1945-ig, a II. világháború végéig.

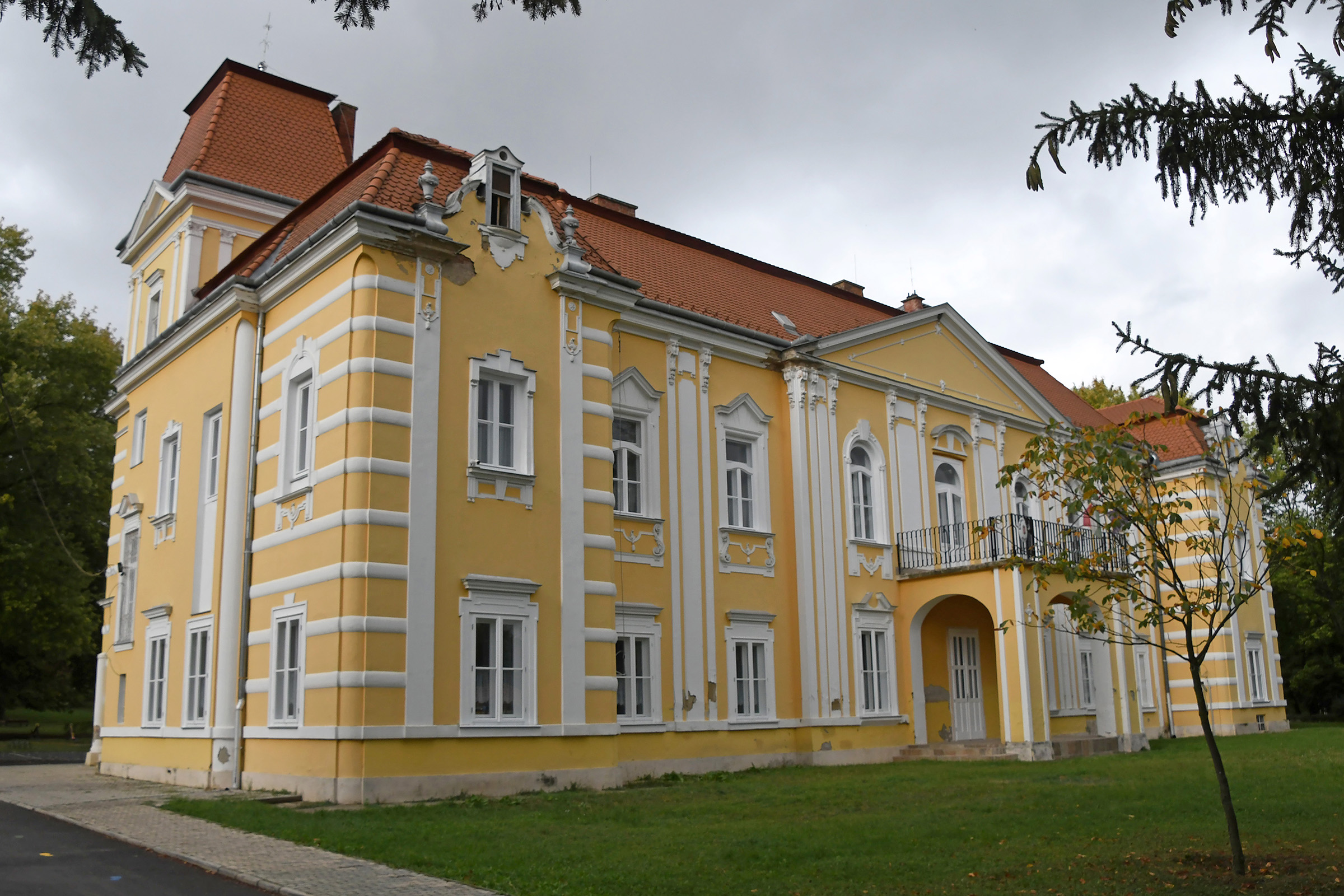
Reviczky-kastély

A temető-dombon (ófalu) egy ősrégi gótikus templom állott, amely faragott kövekből épült és tágas volt. Falaira keresztek és diadalívére az okos és a balga szüzek példázata volt festve. A hagyomány szerint pálos-rendi szerzetesek monostora volt, és török időkben a régi faluval együtt pusztult el. A temető-dombon található a Szent-Anna kápolna, amelyet 1825-ben emeltetett Szentiványi Bonaventúra özvegye, Szirmai Apollónia. A kápolna tetején kálvária található melynek szobrait Dunaiszky Lőrinc készítette.
A községben lévő Szent Jakab templom a 16. századból való. 1700-ban a hívek adományaiból felújítják, majd az 1760-as években gróf Klobusitzky István pártfogásával tornyot csatolnak hozzá, 1799-ben átépítik és megnagyobbítják, 1934-ben újra kibővítik és a régi torony helyébe újat emelnek. 1998-ban külső és belső felújítást végeznek. Plébániája már 1575-ben fennállott, első anyakönyvei 1714-ből valók.
A falu központjában található kastély építését 1740-es években Klobusitzky István kezdte, majd 1896-ban a millenniumi évben Blaskovich Miklós földesúr emeletet és két toronyszobát építtetett rá. A kastélyhoz tartozott egy 10 hektáros angol-park is. A kastély és a park ma is a település dísze. Jelenleg iskola működik benne.
Nézsa tiszta levegőjű, csendes kis falu. Lélekszáma 1197 fő (2002. évben). Vezetékes víz, gáz, telefon, kábeltelevízió, ADSL internet-lehetőség is van. A szennyvízcsatorna tervezési szakaszban.
A településen található római katolikus plébánia a templom mellett, hozzá tartozik fíliaként a szomszédos Keszeg és Alsópetény. A vallási teendőket korábban egy plébános és egy káplán látta el, jelenleg pedig egy plébános. Óvoda, általános iskola, posta, orvosi rendelő, fogorvosi rendelő, állatorvosi ügyelet található a településen.
A község labdarúgócsapata a megyei II. osztályban szerepel.
Az itt élők egy része Pest megyébe, Vácra illetve Budapestre jár naponta dolgozni. Egyébként pedig főként szőlő és bogyósgyümölcs-termesztéssel (málna, ribizli) és kisebb-nagyobb földjeiken való gazdálkodással foglalatoskodnak, állattenyésztéssel kevesen foglalkoznak a településen.
A község környezetében szép, és a helyiek által igen kedvelt kirándulóhelyek és természeti jelenségek találhatóak. Ezek a jelenleg kialakulófélben lévő falusi turizmus meghatározói lehetnek: A település látképét is meghatározó, Nézsától délre lévő Vas-hegyről (358,3m) messzi kilátás nyílik a Cserhát lankáira és a környező településekre (derült időben augusztus 20-án este látható a budapesti tűzijáték), innen nem messze elterülő Vár-hegyen (332,9m) találjuk a Csővári-vár romjait. Északra helyezkedik el a Kő-hegy (422,6m), és ennek közelében az érdekes formájú Szívalakú-tó.

## Közélete

### Polgármesterei
- 1990–1994: Koncz László (SZDSZ)[4]
- 1994–1998: Tóth Károly (független)[5]
- 1998–2002: Zomborka Péter (Fidesz)[6]
- 2002–2006: Kucsera András (független)[7]
- 2006–2010: Kucsera András (független)[8]
- 2010–2014: Styevó Gábor (Fidesz-KDNP)[9]
- 2014–2019: Styevó Gábor (Fidesz–KDNP)[10]
- 2019–2024: Styevó Gábor (független)[11]
- 2024– : Styevó Gábor (Fidesz–KDNP)[1]

## Népesség
A település népességének változása:
| Lakosok száma | 1092 | 1093 | 1073 | 1223 | 1182 | 1199 | 1175 |
|               | 2013 | 2014 | 2015 | 2021 | 2022 | 2023 | 2024 |

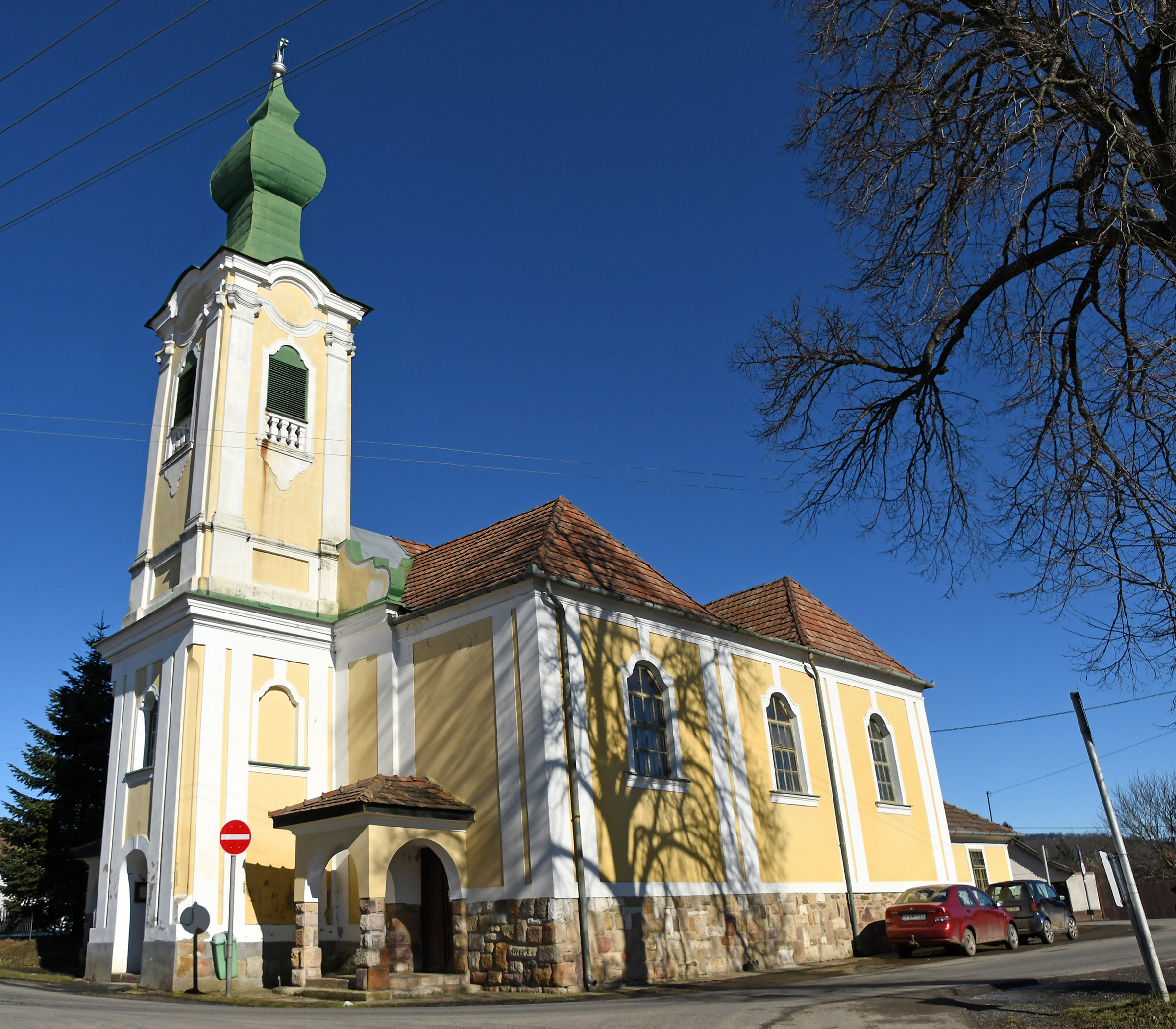
Római katolikus templom

2001-ben a település lakosságának 80%-a magyar, 20%-a szlovák nemzetiségűnek vallotta magát.
A 2011-es népszámlálás során a lakosok 90,4%-a magyarnak, 0,5% cigánynak, 0,2% lengyelnek, 0,5% németnek, 0,4% románnak, 26,7% szlováknak mondta magát (9,5% nem nyilatkozott; a kettős identitások miatt a végösszeg nagyobb lehet 100%-nál). A vallási megoszlás a következő volt: római katolikus 73,7%, református 2%, evangélikus 4,2%, görögkatolikus 0,5%, felekezeten kívüli 3,2% (15,8% nem nyilatkozott).
2022-ben a lakosság 93,8%-a vallotta magát magyarnak, 28,5% szlováknak, 0,6% cigánynak, 0,5% ukránnak, 0,3% németnek, 0,2% szlovénnek, 0,2% ruszinnak, 0,1-0,1% örménynek és szerbnek, 1,6% egyéb, nem hazai nemzetiségűnek (6,1% nem nyilatkozott; a kettős identitások miatt a végösszeg nagyobb lehet 100%-nál). Vallásuk szerint 57,6% volt római katolikus, 3,6% evangélikus, 2% református, 1,9% görög katolikus, 0,8% egyéb keresztény, 1% egyéb katolikus, 4,4% felekezeten kívüli (28,4% nem válaszolt).

## Nevezetességei
- Reviczky-kastély
- Nézsai-víznyelőbarlang